# Пятаков, Георгий Леонидович
Гео́ргий (Юрий) Леони́дович Пятако́в (укр. Георгій (Юрій) Леонідович П'ятаков; 6 [18] августа 1890, Городище, Черкасский уезд, Киевская губерния, Российская империя — 30 января 1937, Москва, СССР) — советский партийный, хозяйственный и государственный деятель.
Активный участник революции и гражданской войны на Украине. Первый из руководителей коммунистической партии Украинской ССР. Один из основателей и председатель Временного рабоче-крестьянского правительства Украины. Псевдонимы: Пётр, П. Киевский, Лялин, Кий, Японец, Рыжий.

## Биография

### До революции
Родился в 1890 году в многодетной семье директора Марьинского сахарного завода фирмы «Братья Яхненко и Симиренко» в городе Городище, Киевской губернии инженера-технолога Леонида Тимофеевича Пятакова (1847—1915). По национальности русский. С 1902 года ученик киевского реального училища св. Екатерины. В 1904 г. вступил в социал-демократический кружок. В 1905 г. принимал участие в ученическом движении и был исключён из училища. В годы Первой русской революции принял активное участие в революционном движении в Киеве, возглавлял кружок анархистов. В 1907 экстерном окончил реальное училище в Киеве. Затем учился на экономическом отделении юридического факультета Петербургского университета, в 1910 году был исключён после третьего курса. В том же году вступил в РСДРП, большевик. С апреля 1912 года (после ареста Е. Бош) секретарь Киевского комитета РСДРП. Несколько раз арестовывался, полтора года провёл в ссылке в Иркутской губернии, в селе Усолье.

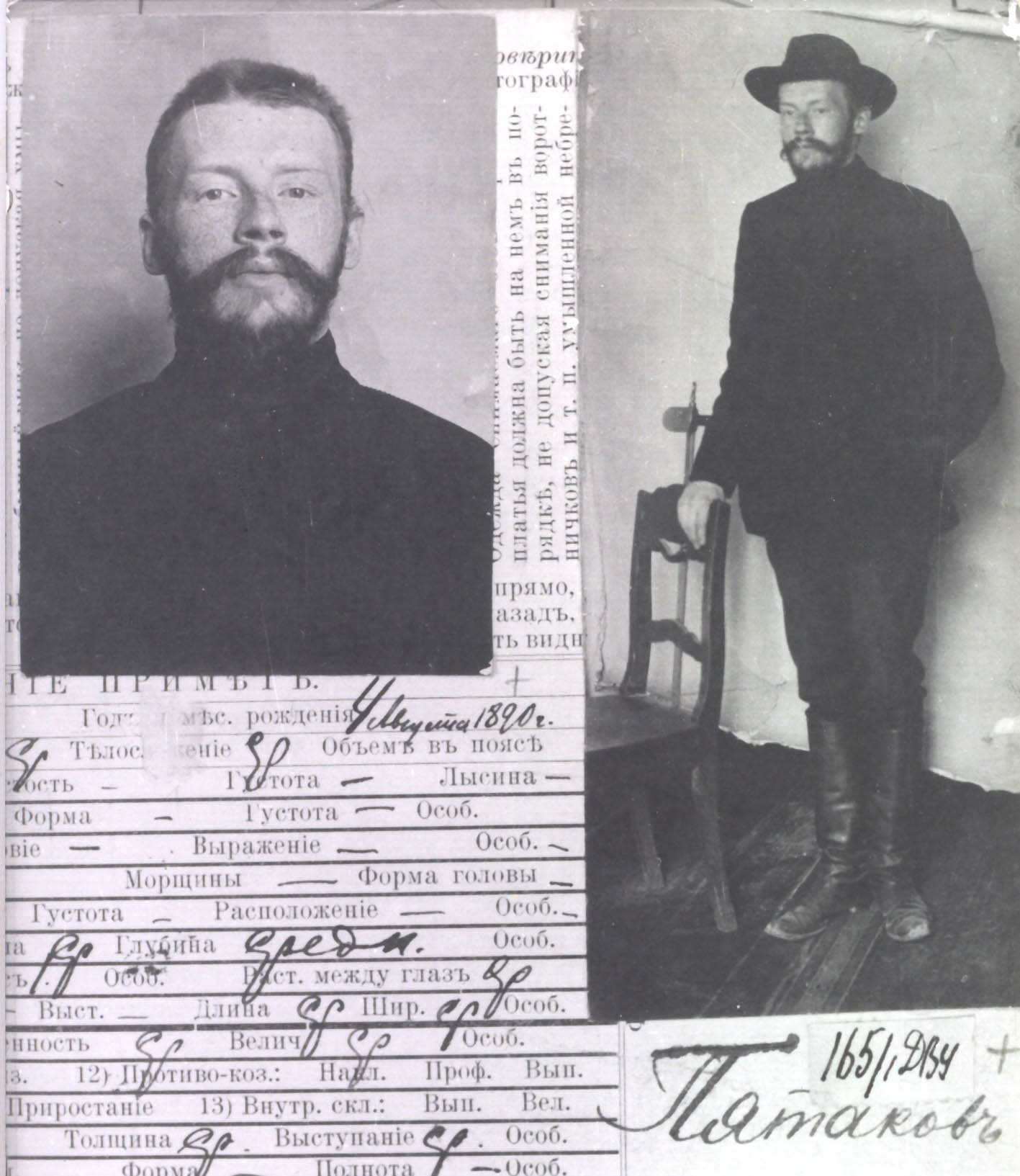
Пятаков во время ареста в 1915 г.

 В октябре 1914 года бежал из ссылки через Японию и США в Швейцарию. С 1915 года вместе с В. И. Лениным редактировал журнал «Коммунист». Между Лениным и Пятаковым возникли разногласия по поводу права наций на самоопределение, Пятаков выступал за отмену наций. Разногласия с Лениным привели к тому, что Пятаков вышел из редакции журнала «Коммунист» и уехал в Стокгольм. Ленин писал Инессе Арманд о Пятакове и Евгении Бош (это письмо было напечатано в журнале «Большевик», 1949, № 11):

Они не хотели учиться мирно и товарищески. Воротили нос. Пусть проваливают к черту! Я им набью морду и ошельмую как дурачков перед всем светом.
В 1916 году был выслан из Швеции и переехал в Норвегию.

### Революция и Гражданская война
С апреля 1917 член, затем председатель Киевского комитета РСДРП. На первых демократических (всенародных) выборах в Киевскую городскую думу, состоявшихся 23 июля (5 августа) 1917 года был избран гласным по списку РСДРП(б). В сентябре 1917 года возглавил Киевский совет рабочих и солдатских депутатов и Военно-революционный комитет, член исполкома Киевского совета рабочих депутатов. Был вызван в Петроград, где во время Октябрьской революции вместе с В. В. Оболенским участвовал в захвате Госбанка в качестве комиссара Госбанка.
Во время «Брестской дискуссии» выступал с позиций «левых коммунистов» — за революционную войну с Германией. Протестуя против подписания Брестского мира, вышел из состава правительства и уехал на Украину. Воевал в составе отряда «Червонного казачества» В. Примакова на линии Гребёнка — Ромодан — Полтава. Участник Таганрогского совещания в апреле 1918, был избран членом Повстанческого Народного Секретариата («девятки») и Организационного бюро по созыву І съезда большевиков Украины.
В июле 1918 года на 1-м съезде Коммунистической партии (большевиков) Украины избран секретарём ЦК КП(б)У. Участвовал в подавлении восстания левых эсеров в июле 1918. В ноябре 1918 Пятаков вошёл в состав Украинского революционного военного совета (И. Сталин, В. Затонский и В. Антонов-Овсеенко), который разработал план и провёл подготовку к наступлению Красной армии на Украине.
С 28 ноября 1918 по 16 января 1919 — глава Временного рабоче-крестьянского правительства Украины (впоследствии заместитель председателя правительства с 16 по 24 января совместно с (де-факто) председателем (заместителем) товарищем Артёмом). Находясь на этом посту, Георгий Пятаков реализовывал лозунг об утверждении на селе «большого социалистического производства», усилил коллективизацию, ускорил создание совхозов и коммун. В январе 1919 года в правительстве Украины возник конфликт, который разрешился отставкой Пятакова и Сергеева, и назначением на его место Х. Г. Раковского, прибывшего из Москвы. После отстранения с должности главы правительства был назначен наркомом советской пропаганды, затем снова возглавлял секретариат ЦК КП(б)У (с 6 марта 1919), затем Чрезвычайный военный революционный трибунал (с июня 1919), член реввоенсовета 13-й армии РККА, затем комиссар 42-й дивизии. Работал комиссаром Академии Генштаба, зампредседателя Совета 1-й Уральской революционной трудовой армии.
С 1 января по 16 февраля 1920 года руководил Регистрационным управлением Полевого штаба Реввоенсовета Республики, то есть военной разведкой РККА (будущее Главное разведывательное управление Генштаба). Во время Советско-польской войны 1920 года был членом РВС 16-й армии (июнь-октябрь 1920), затем 6-й армии (ноябрь 1920), возглавлял «Чрезвычайную тройку по Крыму» (наряду с Землячкой и Белой Куном), руководя карательной политикой большевиков в Крыму, в ходе которой было расстреляно и казнено другим способом не менее 56 тыс. человек.

### После гражданской войны. В оппозиции

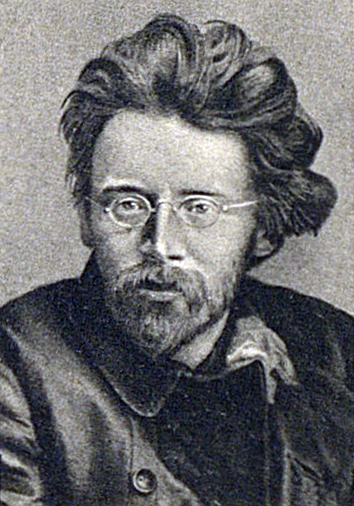
Георгий Пятаков, 1916

С 1920 года — на хозяйственной работе. С ноября 1920 по декабрь 1921 года — руководитель Центрального управления каменноугольной промышленности Донбасса. В 1921—1923 годах — кандидат в члены ЦК РКП(б). С марта 1922 года — заместитель председателя Госплана.
В должности зампредседателя Госплана СССР на Г. Л. Пятакова В. И. Лениным были возложены следующие функции:
«Г. Л. ПЯТАКОВУ 25 / IX.
Тов. Пятаков! Вот примерная запись нашего вчерашнего разговора.
1) На т. Пятакова возлагается организация (и подтягивание по-военному) самого аппарата Госплана (или аппарата самого Госплана); главным образом через исполнительного управдела. Самому на это около получаса в день максимум.

2) Главная задача т. Пятакова: а) проверка общегосударственного плана, в первую очередь хозяйственного, с точки зрения преимущественно аппарата в целом, б) сокращение аппарата, включая наши тресты, в) проверка пропорциональности разных частей госаппарата, г) работа над удешевлением госаппарата по типу американского треста: непроизводительные расходы — долой».
Друг Е. А. Преображенского и сторонник его идей о необходимости обеспечить накопления для индустриализации за счёт крестьянства. С 1923 года — активный сторонник левой оппозиции.
В 1923—1927 годах — член ЦК ВКП(б), председатель Главного концессионного комитета и одновременно заместитель председателя ВСНХ СССР. Им был составлен приказ по ВСНХ от 16 июля 1923, давший трестам и синдикатам указание продавать товары по ценам, обеспечивающим самую высокую прибыль. В результате государственные промышленные предприятия подняли цены на такую высоту, что в стране с недостатком товаров осенью 1923 года разразился кризис сбыта (Ножницы цен). Председатель ВСНХ А. И. Рыков выполнял функции болевшего Ленина и управлял ВСНХ номинально, поэтому не обратил внимания на этот приказ. Приказ привёл к жестокой критике Пятакова в правительстве, поэтому он не рассматривался в качестве возможного председателя ВСНХ.
Рыков говорил:
«За ним нужно всегда присматривать, иначе он перебьёт всю посуду».
В феврале 1924 пост председателя ВСНХ занял Ф. Э. Дзержинский, назначивший другим своим заместителем правого коммуниста М. К. Владимирова, чтобы умерять Пятакова.
На XV съезде ВКП(б) (1927 год) был исключён из партии как деятель троцкистской оппозиции. 14 ноября 1929 года был восстановлен в партии.
Был одним из авторов проекта первого пятилетнего плана, выступал за проведение быстрыми темпами индустриализации Украины.
В 1927 руководитель торгового представительства СССР во Франции. В 1928 был назначен заместителем Председателя Государственного банка СССР, а весной 1929 года — Председателем Правления Государственного банка СССР. Полтора года спустя (в октябре 1930 года) неудачи в проведении первого этапа кредитной реформы стали причиной отстранения Пятакова от должности председателя.
«Когда осенью 1930 года вернулся я из Японии и виделся с Пятаковым, меня поразила одна фраза в нашем разговоре. Говоря о линии партии, Пятаков сказал: „Делается то, что надо, но мы, вероятно, сделали бы это лучше“. Я ответил на это: „Как можно делить на мы и не мы, раз делается то, что надо?“», — писал в своём письме к Сталину от 16 октября 1936 года Виталий Примаков.
С 1930 года — член ЦК ВКП(б). С 1930 член Президиума, в 1931—1932 годах заместитель председателя ВСНХ СССР, председатель Всехимпрома. В 1932—1934 гг. — заместитель народного комиссара тяжёлой промышленности СССР, а в 1934—1936 Первый заместитель народного комиссара тяжёлой промышленности СССР.
Неоднократно был на приёме у И. В. Сталина — в 1931 году 23 раза, а в 1933 году 19 раз.
Иосиф Бергер свидетельствовал:
«Рассказывали, что в течение последнего года работы в Наркомтяжпроме он часто являлся на работу пьяным, напивался до белой горячки».
В конце 1920-х подчинённый Пятакова Л. Е. Марьясин познакомил его с Н. И. Ежовым. Пятаков вместе с Марьясиным, Аркусом, Конаром пьянствовали у Ежова на даче. На суде в 1940 году Н. Ежов рассказал о причинах последующего разрыва с Пятаковым:
Обычно Пятаков подвыпив, любил издеваться над своими соучастниками. Был случай, когда Пятаков, будучи выпивши, два раза меня кольнул булавкой. Я вскипел и ударил Пятакова по лицу и рассек ему губу. После этого случая мы поругались и не разговаривали.
Л. Е. Марьясин пытался помирить Пятакова с влиятельным Ежовым. После этого Ежов порвал и с ним.

### Арест и казнь
27 июля 1936 года была арестована жена Пятакова, бывшая активная участница троцкистской оппозиции Людмила Дитятева (род. в 1899, расстреляна 20 июня 1937). От неё, а также других арестованных бывших сослуживцев Пятакова в НКВД были получены на него показания как на активного участника «подпольного троцкистского центра». В августе 1936 года Пятаков в разговоре с Ежовым просил назначить его обвинителем на Первом московском процессе над Зиновьевым и Каменевым, но его кандидатура была отвергнута. В попытке оправдаться Пятаков в беседе с Ежовым, а также в письме к Сталину просил дать ему возможность лично расстрелять обвиняемых, в том числе и свою жену: 

Просит предоставить ему любую форму (по усмотрению ЦК) реабилитации. В частности, от себя вносит предложение разрешить ему лично расстрелять всех приговоренных к расстрелу по процессу, в том числе и свою бывшую жену. Опубликовать это в печати. Несмотря на то, что я ему указал на абсурдность его предложения, он все же настойчиво просил сообщить об этом ЦК.— Записка Н.И. Ежова И.В. Сталину о беседе с Г.Л. Пятаковым

Ненависть моя к этим людям столь велика, что если я не имею возможность на процессе в лицо бросить все обвинения, то я бы с радостью привел бы лично приговор об их уничтожении в исполнение, и не тихонько, а публично.— Письмо Г.Л. Пятакова И.В. Сталину 11 августа 1936 г.
 21 августа 1936 года в газете «Правда» была опубликована статья Пятакова «Беспощадно уничтожить презренных убийц и предателей», где он писал:
Мне нестерпимо стыдно вспомнить о том, что и я в 1925-1927 годах шёл вместе с этими бандитами. Я ошибался, ошибался тяжело. Вину свою за тогдашние свои тягчайшие политические ошибки я нисколько не преуменьшаю и до сих пор остро сознаю.
 Но уже на следующий день, 22 августа, «Правда» опубликовала заявление прокурора Вышинского о начале расследования в отношении Пятакова, а также Томского, Рыкова, Бухарина, Угланова и Радека на основании показаний обвиняемых
В начале сентября 1936 г. Пятаков был выведен из ЦК и исключён из партии. 12 сентября 1936 года арестован в своём служебном вагоне на станции Сан-Донато. На декабрьском пленуме ЦК ВКП (б) был подвергнут резкой критике как вредитель и двурушник, в частности первый секретарь Западно-Сибирского крайкома Р. И. Эйхе заявил что Пятаков во время его работы в Наркомтяжпроме умышленно тормозил строительство и ввод в эксплуатацию новых предприятий. В качестве одного из главных обвиняемых привлечён к уголовной ответственности по делу «Параллельного антисоветского троцкистского центра». Процесс был публичным и проходил в Колонном зале Дома Союзов в присутствии иностранных корреспондентов.
Немецкий писатель Лион Фейхтвангер, присутствовавший на процессе, написал:
Я никогда не забуду, как Георгий Пятаков, господин среднего роста, средних лет, с небольшой лысиной, с рыжеватой, старомодной, трясущейся острой бородой, стоял перед микрофоном и спокойно и старательно повествовал о том, как он вредил во вверенной ему промышленности. Он объяснял, указывая вытянутым пальцем, напоминая преподавателя высшей школы, историка, выступающего с докладом о жизни и деяниях давно умершего человека по имени Пятаков и стремящегося разъяснить все обстоятельства до мельчайших подробностей, охваченный одним желанием, чтобы слушатели и студенты всё правильно поняли и усвоили.
30 января 1937 Военной коллегией Верховного суда СССР Пятаков был приговорён к смертной казни по ст. 58-1а, 58-8, 58-9, 58-11 и расстрелян два дня спустя.
По утверждению Иосифа Бергера:
Некоторые из небылиц, которые он рассказывал на суде, слишком легко оказалось проверить и опровергнуть. Так оно и случилось позже, когда его показания были опубликованы и проверены во Франции. Там он якобы встречался с „участниками заговора“, в несуществующих местах или в такое время, когда было известно, что они находятся в совершенно другом месте.
В июле 1988 года реабилитирован, а в декабре решением КПК при ЦК КПСС восстановлен в партии (посмертно).

## Награды
Орден Красного знамени № 935 (1921). За участие в боевых действиях гражданской войны.
Орден Ленина (1933).

## Характеристики
«Затем Пятаков, — человек несомненно выдающейся воли и выдающихся способностей, но слишком увлекающийся администраторством и администраторской стороной дела, чтобы на него можно было положиться в серьёзном политическом вопросе».— В. И. Ленин. «Письмо к съезду»

Пятаков — грамотный, толковый. Из всех молодых Ленин выделял Бухарина и Пятакова только. Нас он ещё мало ценил.— вспоминал Вячеслав Молотов

## Семья
- Отец — Леонид Тимофеевич Пятаков (1847—1915), инженер-технолог, затем директор Марьинского сахарного завода в Черкасском уезде Киевской губернии, совладелец фирмы «Мусатов, Пятаков, Сиротин и Кo»[33].
- Мать — Александра Ивановна, урождённая Мусатова, дочь предпринимателя, пианистка, много концертировала.
- Первая жена — Евгения Богдановна Бош (1879—1925), революционерка.
  - Сын — Григорий Георгиевич Пролетарский (Пятаков) (1919—2011). Вместе с другими детьми Киевского детского дома вывезен в Донецкую область, изменённая фамилия (Пролетарский) помогла избежать репрессии.[источник не указан 4260 дней]
  - Внук — Павел Григорьевич Пролетарский
- Вторая жена —Людмила Фёдоровна Дитятева (1899—1937). Член ВКП(б), директор Краснопресненской ГРЭС[34] в Москве, была репрессирована. Арестована 27 июля 1936 по обвинению в участии в контрреволюционной организации[35], приговорена ВКВС СССР 19 июня 1937 к ВМН, расстреляна 20 июня 1937 года. Реабилитирована 11 июня 1991 года.
  - Дочь — Рада (1923—1942) — после ареста родителей содержалась в Княгининском детдоме системы НКВД, затем училась в Ленинграде. Умерла во время блокады.
  - Сын — Юрий (1929—?) — после ареста родителей содержался в Княгининском детдоме системы НКВД, дальнейшая судьба неизвестна.
- Брат — Михаил Леонидович Пятаков (1886—1958), гидробиолог, ихтиолог, осуждён по 58-й статье в 1931, 1939 и 1948 годах, умер в г. Баку.
- Брат — Леонид Леонидович Пятаков (1888—1917), председатель Киевского ревкома, убит гайдамаками во время январского восстания в Киеве.
- Брат — Иван Леонидович Пятаков (1893—1937), главный агроном селекционной станции в г. Винница, арестован, расстрелян (в Сталинском списке за 14.06.1937 (Украинская ССР, Винница, Категория 1)[36].
- Брат — Александр Леонидович Пятаков работал в металлографической лаборатории Киевского Политехнического Института, затем был директором сахарного завода, а после расстрела брата Юрия — пропал без вести[37].
- Сестра — Вера Леонидовна Пятакова (1897—1938), биолог, сотрудница Киевской биологической станции, арестована и расстреляна[38].

## Образ в кино
В фильмах сталинских времён «Великий гражданин» (1939, в роли Александр Виолинов), «Миссия в Москву» (1943, в роли Алекс Мелеш), «Вихри враждебные» (1953, в роли Олег Жаков) Пятаков показан как один из главных контрреволюционных заговорщиков. В более поздних фильмах Пятаков показан более правдиво — как один из руководителей украинских большевиков периода гражданской войны («Правда» (1957, в роли Александр Дубов), «Мир хижинам, война дворцам», 1970; «Доверие», 1975).
Примечательно, что в фильме «Мир хижинам — война дворцам» Пятакова играет Ростислав Янковский, а в «Доверии» — его брат Олег.

## Работы Пятакова, доступные в Интернете
- Пятаков Г. Философия современного империализма: (Этюд о Шпенглере) // Красная новь. — 1922. — № 3. Архивировано 11 мая 2008 года.